# Patricia Rozas
Patricia Rozas (Buenos Aires, 5 de fevereiro de 1957) é uma atriz argentina. Ficou famosa no Brasil por ter participado de Chiquititas Brasil & Donas de Casa Desesperadas.
Apesar de ter trabalhado por quatro anos com um elenco brasileiro enquanto gravava Chiqutitas, nunca morou no Brasil.

## Trabalhos na TV

### Telenovelas & Séries
- Donas de Casa Desesperadas (2007) - Felícia Ramos
- Lalola (2007) - Brigitt
- Rebelde Way (2002) - Andreia Colucci
- Hacker (2001) - Soraya
- Chiquititas Brasil (1998/2000) - Drª Fernanda / Suzana
- Chiquititas (México) (1998) - Magdalena
- Muñeca brava (1998) - Lidia
- El Signo (1997) - Estela
- Ricos y famosos (1997) - Chela
- Verdad consecuencia (1996) - Panda
- Chiquititas (1995) - Laura
- Sheik (1995) - Fada
- Por siempre mujercitas (1995) - Teresa
- Regalo del cielo (1993) - Mariangel
- Grande Pá! (1991) - Mirta
- Extraña dama (1989) - Irmã Irene
- El Duende azul (1989) - Irene
- Amándote (1988) - Xuxu
- Vendedoras de Lafayette (1988) - Cristina
- Clave de sol (1987) - Yeli
- El Hombre que amo (1986) - Celadora
- Bárbara Narváez (1985) - Alex
- Libertad condicionada (1985) - Virna
- La Poble Clara (1984) - Andrea
- Mesa de noticias (1984) - Mia Ruth
- Tramposa (1984) - Clara
- Los Campanelli (1969)
- Telecataplum (1963)